# Гаряча Червона шапочка
«Red Hot Riding Hood» («Гаряча Червона Шапочка») — короткометражний мультиплікаційний комедійний фільм, випущений 8 травня 1943 року компанією Metro-Goldwyn-Mayer. Режисер Текс Ейвері. Займає 7 місце в списці 50 величніших мультфільмів за версією історика мультиплікації Джеррі Бека.

## Сюжет
Історія починається з класичної версії казки про Червону шапочку: голос розповідача демонструє персонажів та їх наміри, черга доходить до Страшного Сірого Вовка, який несподівано заявляє, що йому «все це набридло, всі студії знімають одне і теж». До Вовка приєднується Бабуся і сама Червона Шапочка, розповідач погоджується та оголошує новий мультфільм, який затитрований як «Red Hot Riding Hood: Something new has been added» («Гаряча Червона Шапочка: дещо додали»).
Нова версія переносить глядача в атмосферу великого міста 1930-х років, Вовк постає дамським угодником, який роз'їжджає на довгому спортивному автомобілі, Бабуся —світською левицею, яка живе у пентхаусі та полює на чоловіків, а Червона Шапочка —спокусливою співачною у нічному клубі. Останній персонаж, отримавший серед шанувальників прізвисько «Red» (одне з можливих значеннь — Руда), пізніше фігурував в інших фільмах Ейвері, що не були прямим продовженням «Гарячої Червоної Шапочки»: «Swing Shift Cinderella», «The Shooting of Dab McGoo», «Wild and Woolfy», «Uncle Tom's Cabaña», «Little Rural Riding Hood», а також у мультфільмах «Том і Джеррі: Шерлок Холмс», «Том і Джеррі: Робін Гуд і Миша-Веселун» та «Том і Джеррі: Величезна пригода».

## Культурний вплив
- Сцена фільму «Хто підставив кролика Роджера», в якій за Едді Валіантом ганяється Олена Гієна, — пряме відсилання до гонок Бабусі за Вовком.
- Відома сцена в нічному клубі, в якій Вовк звіріє під час виступу Червоної Шапочки, стала основою для аналогічної сцени в художньому фільмі «Маска». Також у фільмі є епізод, де головний герой дивиться на цю сцену з мультфільма по телевізору.
- І дружина кролика Роджера Джессіка Реббіт, і Тіна Карлайл із «Маски» виглядають та рухаються ідентично танцю Рудої з «RedHot Riding Hood», при цьому обидві вони працюють співачками в нічному клубі.